# Serge Velay
Pour la région, voir Velay.
Serge Velay, né en 1948, est un écrivain français.

## Biographie
Né à Nîmes en 1948, Serge Velay est fils de boulanger.
Il suit des études de littérature à Montpellier, où il suit notamment l'enseignement de Robert Lafont. Il évoque sa participation à Mai 68 dans L'Intempestif (1998) ; il est militant au Parti socialiste à Nîmes.
Il participe au début des années 1970 à l'atelier cinéma Pablo-Neruda. En 1977, avec le peintre Michel Duport, il crée la revue Terriers,.
En 1988, il est élu correspondant de l'Académie de Nîmes, mais démissionne par la suite.
Il préside depuis leur fondation en 2006 Les Amis de Jean Carrière.

## Œuvre
Il s'intéresse à divers poètes, comme Novalis ou René Char.
Il est l'auteur de Dehors conquérant et La Vallée des voix (fragments) — parus tous deux en 1991. Avec Catherine Bernié-Boissard et Michel Boissard, il publie en 2009 un Petit dictionnaire des écrivains du Gard avec 200 portraits. Le Palais d'été est un hommage à Jean Carrière.

## Ouvrages
- Novalis biographe, Terriers, 1983.
- La Cravate d'éternité, Nîmes, Lacour, 1986  (ISBN 2-86971-016-X)  — témoignage sur Edgar Tailhades.
- Lettres de Camprieu (ill. Anik Vinay, préf. Jean Carrière), Remoulins, Jacques Brémond, 1991 (BNF 35014442).
- Dehors conquérant, Remoulins, Jacques Brémond, 1991 (BNF 35471790).
- Chant premier, Mazamet, Babel, 1991  (ISBN 2-909264-01-7).
- La Vallée des voix, Nîmes, Jacqueline Chambon, coll. « Métro », 1991  (ISBN 2-87711-063-X).
- Trois fois René Char, Remoulins, Jacques Brémond, coll. « Apostilles à Terriers », 1992 (BNF 35524123).
- Boulange, Remoulins, Jacques Brémond, 1996  (ISBN 2-910063-39-9).
- René Char, Lyon, La Manufacture, coll. « Qui êtes-vous ? », 1987  (ISBN 2-7377-0026-4).
- L'Intempestif, Remoulins, Jacques Brémond, 1998  (ISBN 2-910063-53-4).
- Progrès en écriture assez lents, Remoulins, Jacques Brémond, 2002  (ISBN 2-910063-82-8).
- Con fuoco, Remoulins, Jacques Brémond, 2002  (ISBN 2-910063-83-6).
- Le Gypaète barbu : portrait de l'artiste en perturbateur et en perturbé, Nîmes, Jacqueline Chambon, coll. « Métro », 2004  (ISBN 2-87711-274-8).
- Embrouilles dans la scribouille : de l'instinct grégaire chez les gens de lettres, Vauvert, Au diable Vauvert, coll. « Pamphlet », 2004  (ISBN 2-84626-074-5).
- Avec Catherine Bernié-Boissard et Michel Boissard, Petit dictionnaire des écrivains du Gard, Nîmes, Alcide, coll. « Littérature », 2009  (ISBN 978-2-917743-07-2).
- Les Fugitifs, Pézenas, Domens, 2009  (ISBN 978-2-35780-019-9).
- Le Palais d'été, Pézenas, Domens, 2015  (ISBN 978-2-35780-069-4).